# فاسيلي إيفانتشوك
فاسيلي ميخائيلوفيتش إيفانتشوك (بالأوكرانية: Василь Михайлович Іванчук)‏ 18 مارس 1969 أستاذ كبير أوكراني.
لاعب دخل أفضل عشرة منذ 1988  حيث كان مصنفا رقم 2 ثلاث مرات (جويلية 1991، جويلية 1992، أكتوبر 2007) لكن نتائجه الغريبة جعلت ترتيبه يسقط إلى الرتبة 30 في جويلية 2009،  قبل أن يعود إلى أفضل 10 في القائمة الموالية.
فاز إيفانتشوك ببطولات ليناريس، ويك آن زي (تاتا ستيل)، ذكرى تال، جبل طارق، طوفيا. وكان بطل العالم في الشطرنج الخاطف سنة 2007  وفاز ببطولة ميلودي أمبر في 1992 وتشارك مع كارلسون على اللقب في 2010.
في 2011 وتطبيقا لمرسوم من الرئيس الأوكراني مُنح إيفانتشوك وسام الأمير ياروسلاف الحكيم من الدرجة 4.

## روابط خارجية
- فاسيلي إيفانتشوك على موقع الاتحاد الدولي للشطرنج (الإنجليزية)
- فاسيلي إيفانتشوك على موقع مباريات الشطرنج (الإنجليزية)
- فاسيلي إيفانتشوك على موقع 365Chess.com (الإنجليزية)
- فاسيلي إيفانتشوك على موقع Chesstempo.com (الإنجليزية)
- فاسيلي إيفانتشوك سجل أولمبياد الشطرنج على موقع OlimpBase.org (الإنجليزية)